# Knut Iversen
Knut Iversen (24 luglio 1939) è un ex calciatore norvegese, di ruolo difensore.

## Carriera

### Club
Iversen ha giocato con la maglia del Gjøvik-Lyn, con cui ha vinto il Norgesmesterskapet 1962. A seguito di questo risultato, ha partecipato con il resto della squadra alla Coppa delle Coppe 1963-1964: l'8 settembre 1963 è stato infatti schierato in campo nella sconfitta per 6-0 subita sul campo dell'APOEL.
Dal 1969 al 1972 è stato in forza al Lyn Oslo. Ha esordito in squadra il 27 aprile 1969, trovando anche una rete nel successo per 1-0 sul Viking. Ha totalizzato 52 presenze ed una rete con questa maglia, tra tutte le competizioni.

## Palmarès

### Club
- Coppa di Norvegia: 1

Gjøvik-Lyn: 1962